# 札幌マンガ・アニメ&声優専門学校
札幌マンガ・アニメ＆声優専門学校（さっぽろまんがあにめあんどせいゆうせんもんがっこう）は、北海道札幌市中央区北1条西9丁目にある専門学校。経営主体は学校法人北海道安達学園。略称はSMG。

## 概要
北海道知事法人認可校。姉妹校に専門学校札幌ビジュアルアーツ、専門学校札幌デザイナー学院、北海道どうぶつ・医療専門学校（旧・専門学校札幌スクールオブビジネス）、札幌観光ブライダル・製菓専門学校がある（総合校舎に同居または隣接している）。
作画室や製本スペース、アニメ制作ルーム、CGルーム、レッスンスタジオ、体育館のほか、北海道で唯一の本格アフレコスタジオを備えるなど、設備は充実している。隣接する総合校舎に、多目的施設として200名収容可能な視聴覚大教室、作品展示用の「GALLERY7」、本格的なカフェスペース「ラシェル」がある。
アニメ・マンガ学院として独立するまでは、「札幌デザイナー学院アニメ・マンガ学科」だった。

## 沿革
- 2008年4月 - 専門学校札幌マンガ・アニメ学院として開校。
- 2019年4月 - 札幌マンガ・アニメ＆声優専門学校へ校名変更。

## 設置学科
マンガデザイン学科
マンガ専攻 / コミックイラスト専攻
アニメーションデザイン学科
アニメーションデザイン専攻
声優学科
声優専攻

## 主な卒業生
- コーヘー
- 原悠衣
- 渡辺カナ
- カロリン・エックハルト
- 町麻衣
- 小俣凌雅
- 野切耀子
- 薫原好江
- 内田康平
- 杉山里穂